# Ульяновский лесопарк
Ульяновский лесопарк — лесной массив в Новомосковском административном округе Москвы. Основан в 1935 году как часть Лесопаркового защитного пояса Москвы. C 22 августа 2012 года переведён из лесного фонда в зелёный фонд города Москвы в статусе особо охраняемая зелёная территория.

## География

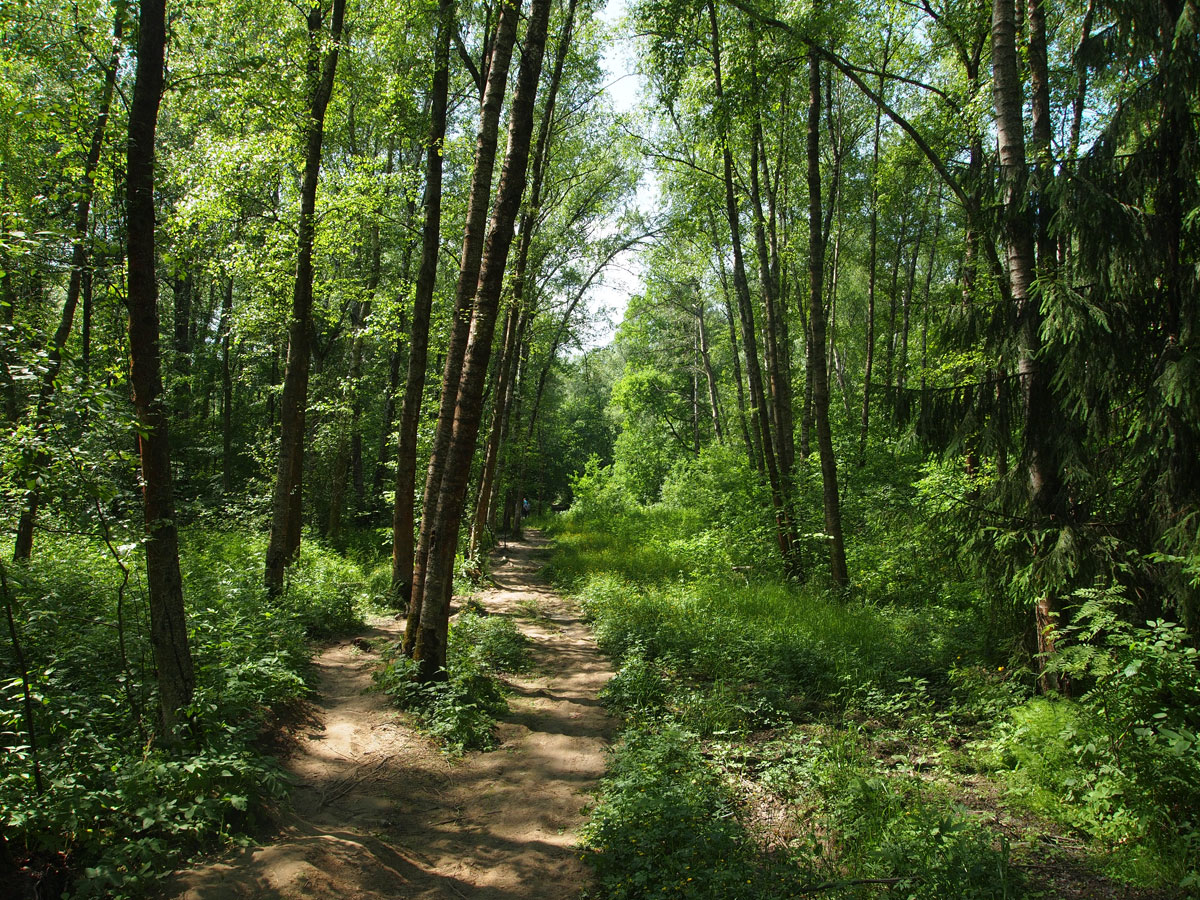
Старовозрастный березняк

Лесопарк расположен на Теплостанской возвышенности, к юго-западу от МКАД, рядом с Боровским и Киевским шоссе, к югу и востоку от аэропорта Внуково. В его окрестностях находятся город Московский, Посёлок Ульяновского лесопарка, деревни Рассказовка и Картмазово, бывшая деревня Передельцы. В северо-западной части лесопарка расположен дачный посёлок Переделкино с одноимённым санаторием.
Ближайшая станция метро — «Новопеределкино».
К югу от Ульяновского лесопарка расположен Валуевский лесопарк.

## Водные объекты

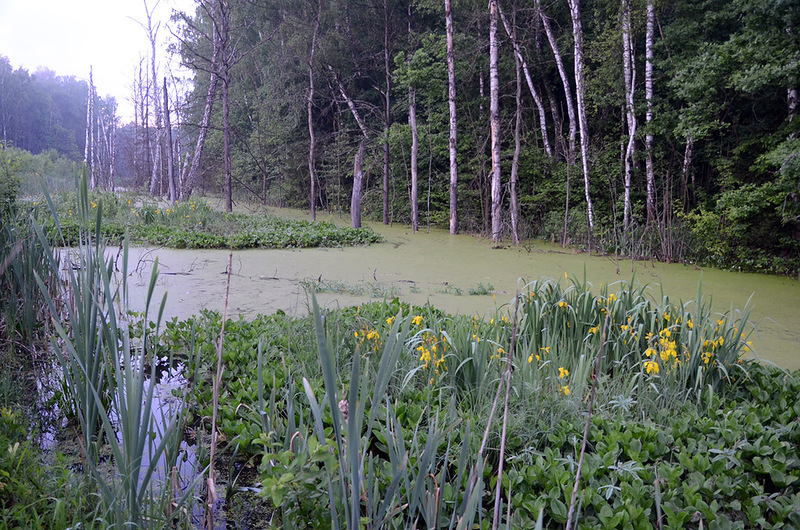
Жёлтые ирисы на Безымянном ручье

По западной части Ульяновского лесопарка протекает река Ликова с травяными пляжами. По восточной — река Зимёнка (приток реки Сосенка), образующая лесную заводь, и Екатерининский ручей (приток реки Сетунь).
В результате засыпки строительным мусором части русла Зимёнки, в 2007 году на территории 49, 50 и 52 кварталов образовалась заводь, заполнившая лесной овраг. Около ста деревьев, оказавшись в воде, засохли. Со временем заводь заселилась растениями и животными, приобретя признаки естественного биотопа.
Встречаются заболоченные территории (19, 31, 42, 44, 49, 50 кварталы).

## Флора
Лесопарк расположен в зоне елово-широколиственных лесов без болот на водоразделах.

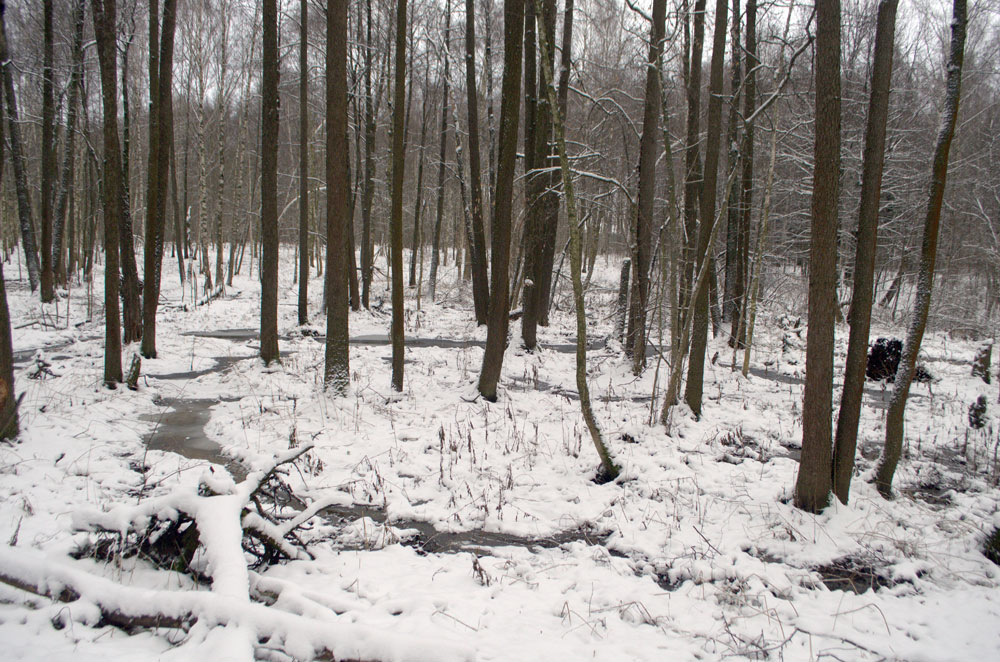
Черноольшаник в пойме Екатерининского ручья

В древостоях преобладают берёза, ель, сосна, дуб в возрасте 50 и 100 лет, осина. В пойме Екатерининского ручья есть черноольховый лес. В окрестностях Ново-Переделкино большие участки посаженной сосны, в окрестностях г. Московский — старовозрастные березняки и остатки дубрав. В восточной части есть небольшие культуры липы и лиственницы.
В подлеске повсеместно можно встретить лещину, бересклет бородавчатый, жимолость обыкновенную, рябину, бузину. На участке между Московским и Картмазово многочисленны труднопроходимые заросли интродуцента свидины белой.
Из редких растений и грибов можно встретить следующие виды:
- ирис сибирский (Красная книга Московской области)
- печёночница благородная (Красная книга Московской области)
- подлесник европейский (Красная книга Московской области)
- ежовик коралловидный (Красная книга Российской Федерации)

## Фауна
На территории лесопарка встречаются следующие редкие виды:
- средний пёстрый дятел (Красная книга Российской Федерации)
- белоспинный дятел (Красная книга Московской области)
- трёхпалый дятел (Красная книга Московской области)
- кедровка (Красная книга Московской области)
- пустельга
- воробьиный сыч
- ястреб-тетеревятник
- длиннохвостая синица
- дубонос
- юрок
- обыкновенный уж (Красная книга Московской области)

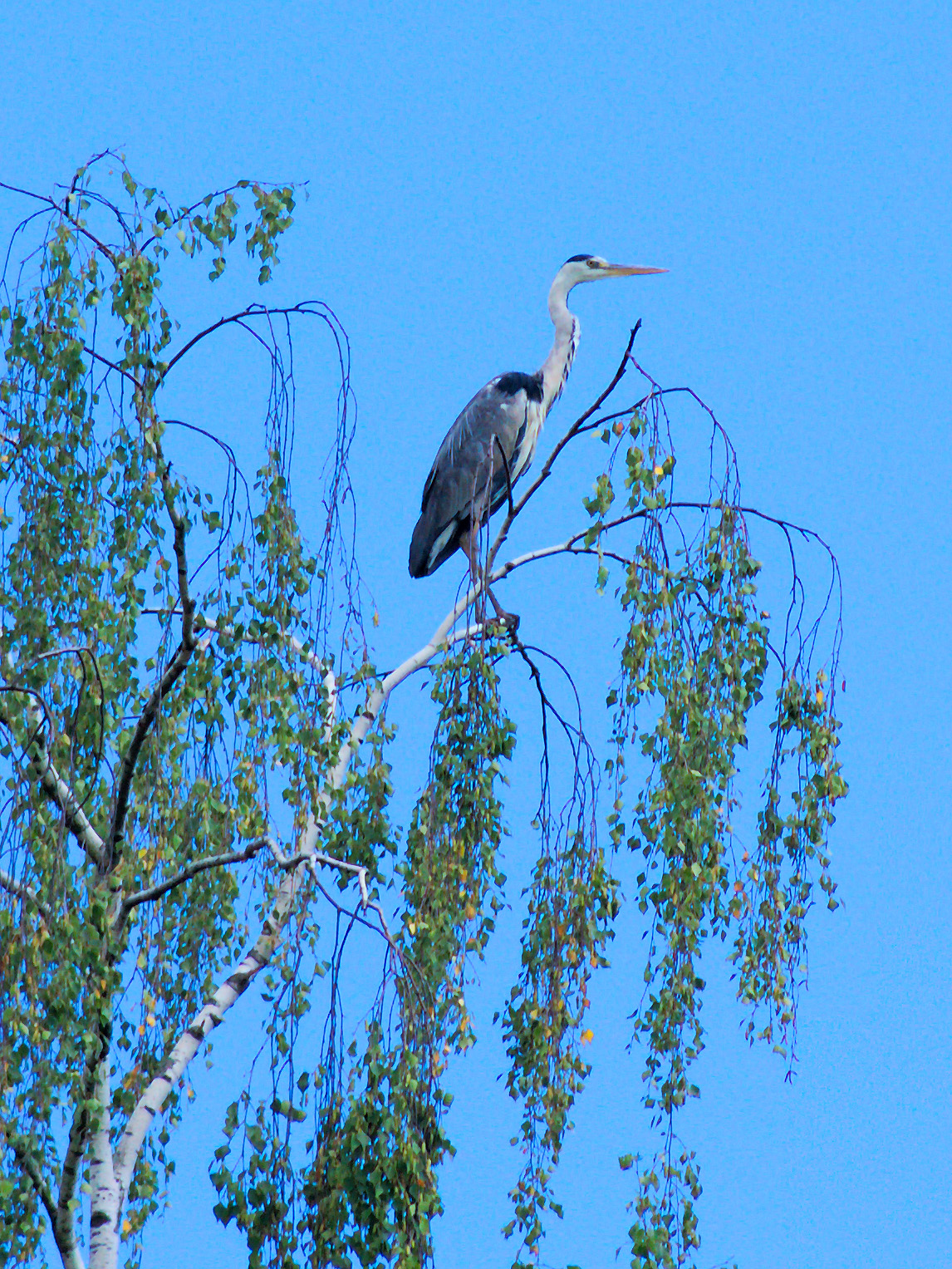
Серая цапля у реки Зимёнки
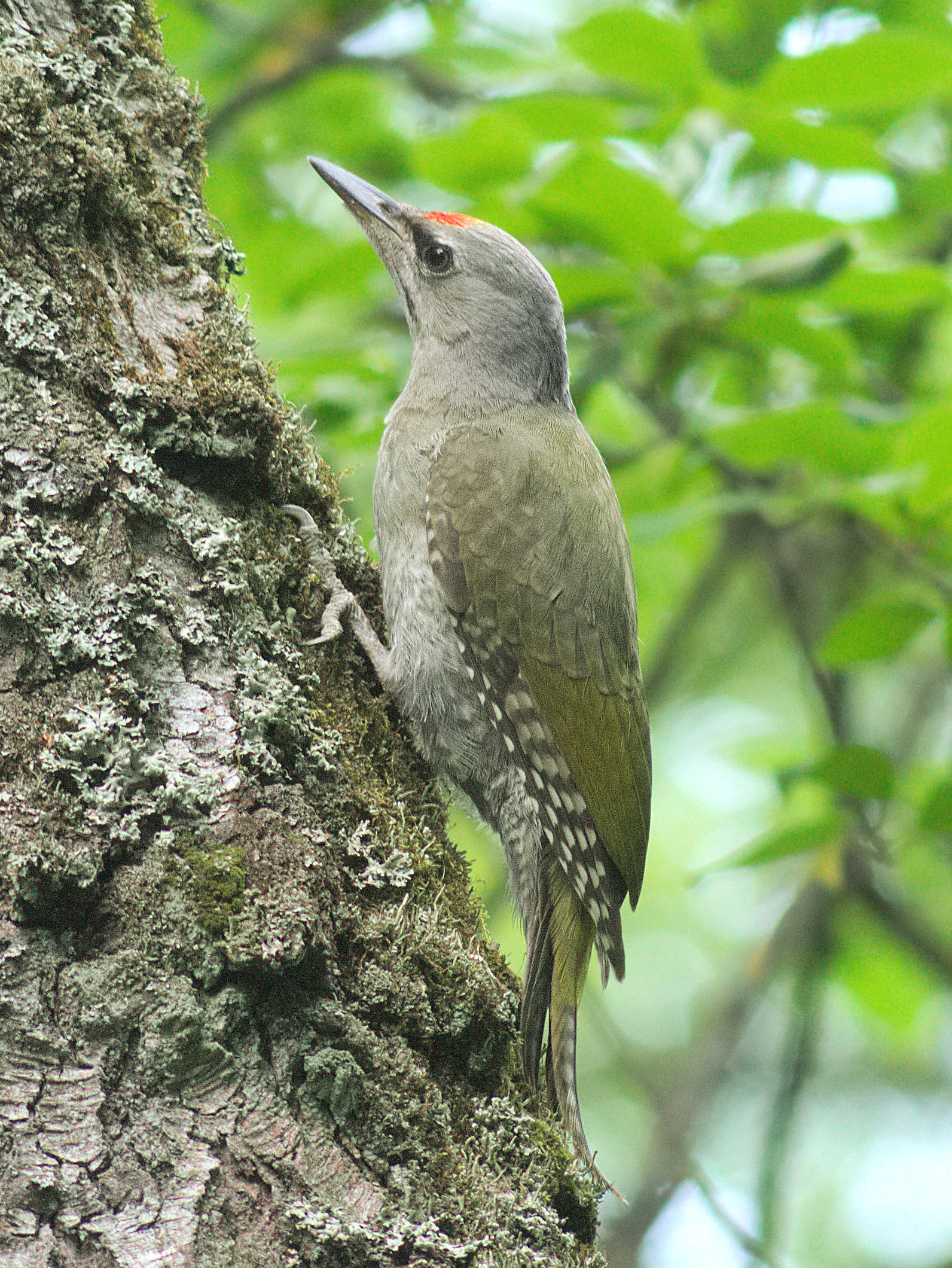
Седой дятел у болота речки Зимёнки
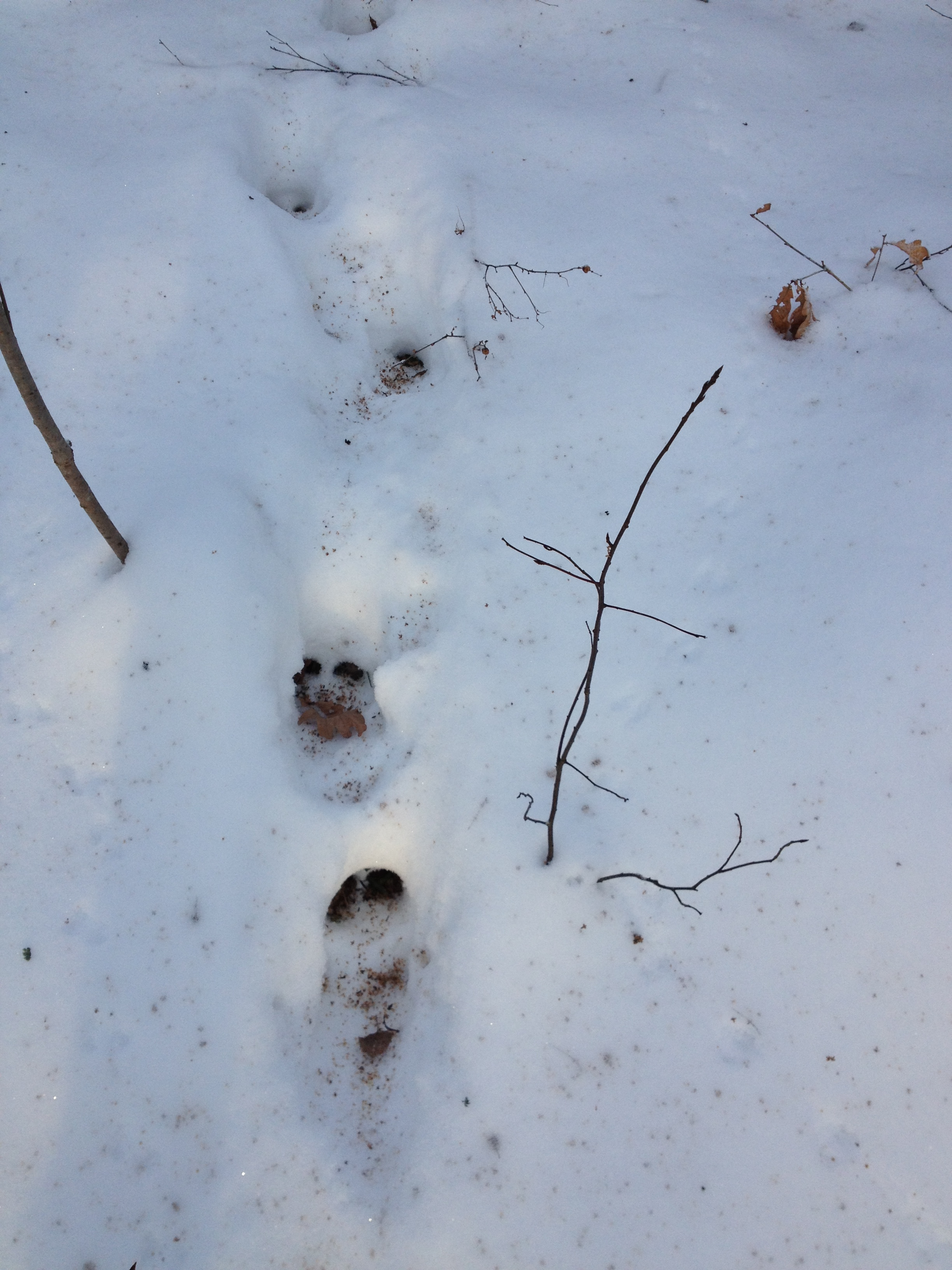
Следы кабана на снегу в Ульяновском лесопарке

На лесных водоёмах можно встретить: бобра, ондатру, кутору, серую цаплю, черныша, вальдшнепа, широконоску, красноголового нырка, чирка-трескунка, шилохвость. Это свидетельствует о довольно хорошем состоянии водных биотопов и низкой посещаемости людьми.
Захламлённость некоторых участков леса и их труднодоступность позволяет обитать здесь большому количеству зверей: зайцу беляку, лисе, кабану, ласке, горностаю, лесной кунице, белке, желтогорлой мыши. В недалёком прошлом здесь бродили лоси, последнего местные жители видели в 2010 году, однако до сих пор в ельниках видны их погрызы на коре.

## Охрана природы

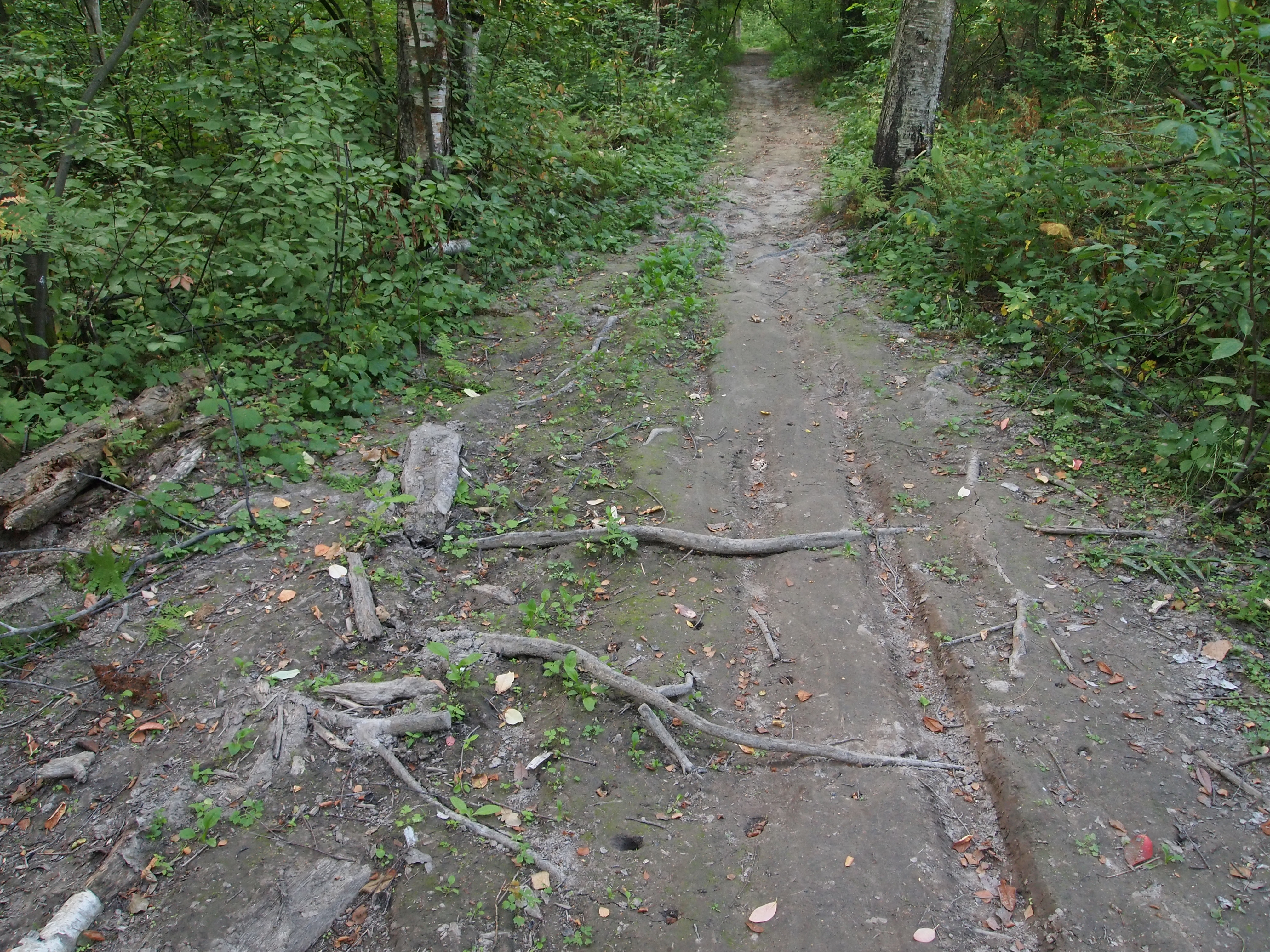
Повреждение корней при вытаптывании почвы

С июля 2012 года действовала Красная книга Москвы. С февраля 2013 года до осуществления ревизии присоединённых территорий действуют Красная книга Московской области и Красная книга Российской Федерации:
Установить, что на территории, присоединенной к городу Москве, осуществляется охрана объектов животного и растительного мира, которые подлежали охране на соответствующей территории до 30 июня 2012 г.Постановление Правительства Москвы от 19.02.2013 ПП-79
Несмотря на то, что на территории Москвы охота запрещена, нередки случаи браконьерства.
Особенно большую нагрузку лесопарк испытывает на участках, примыкающих к густонаселённым жилым кварталам (г. Московский и район Ново-Переделкино), где наблюдается вытаптывание лесных почв, повреждение коры и корней деревьев.

## Обустройство
Экологическая обстановка в лесопарке сложная, планируются массовые вырубки.
В лесопарке имеются конеферма, благоустроенный пруд «Чайка» площадью 8 га (в 30-м квартале, рядом с посёлком Ульяновского лесопарка), сеть прогулочных дорожек.

До 2012 года администрация лесопарка находилась в деревне Рассказовка, после чего была расформирована, так как теперь 
земельные участки, ранее являвшиеся лесными, отнесены к особо охраняемой зеленой территории города Москвы, распорядительные функции в отношении которой осуществляет Правительство Москвы.

## Лесопарк под угрозой исчезновения
На 2021 год Ульяновский лесопарк подвергается систематической вырубке в связи со строительством новых магистралей, практически сразу же влекущим за собой и застройку леса новым жильём, преимущественно многоквартирными домами.
В настоящий момент активно ведётся или уже завершена массивная вырубка участков леса:
- От посёлка Филатов луг до микрорайона Град Московский городского поселения Московский - часть леса уже вырублена для прокладки велодороги,  рядом с велодорогой создана вырубка под строительство автомагистрали, в конце которой (со стороны г.п Московский) на вырубке леса возводится  новый жилой комплекс
- От Киевского шоссе до Боровского шоссе - ведётся вырубка леса для строительства шестиполосной автомагистрали Солнцево - Бутово - Видное, причём методами валки леса: деревья не рубят, а выворачивают из земли вместе с корнем с помощью обычных строительных экскаваторов. Таким образом, например, в период с 01.03.2021 по 08.03.2021 были повалены деревья в полосе леса длиной порядка 4-4.5 километров и шириной около 400-от метров, таким образом ежедневно уничтожались сотни деревьев, а также было полностью уничтожено низинное лесное болото, в котором ранее были выявлены  растения, занесённые в Красную книгу Москвы
- От Боровского шоссе до Киевской железной дороги - начиная с 2015 года произведена вырубка леса двумя широкими полосами для строительства автомагистралей, связывающих Боровское и Минское шоссе. В настоящее время дороги через лес построены, но до сих пор не используются, поскольку не достроен участок связующей магистрали через посёлок станции Внуково
- В целях постройки дороги от Изварино до Осоргино производится вырубка Ульяновского лесопарка преимущественно вдоль правого берега реки Ликовы

Таким образом, по состоянию на весну 2021 год все существующие участки Ульяновского лесопарка находятся под угрозой полной или частичной вырубки, что ставит вопрос дальнейшего существования лесозащитного пояса Москвы на всём участке от городского поселения Московский до Минского шоссе.